# Rabih Alameddine
Rabih Alameddine (en árabe, ربيع علم الدين; Amán, Jordania, 1959) es un escritor libanés en lengua inglesa.

## Biografía
De padres druzos libaneses, Alameddine creció en Kuwait y el Líbano, país que abandonó a los 17 años para vivir en Inglaterra primero y luego en California.
Amante de las matemáticas, se licenció en ingeniería en la Universidad de California en Los Ángeles (UCLA) e hizo un máster de negocios en San Francisco, pero pronto abandonó la profesión. Tras pasar unos años dedicado a la pintura, descubrió su verdadera vocación en la escritura. 
Su primera novela fue Koolaids: The Art of War (1988), a la que siguió la colección de cuentos The Perv: Stories (1991). Después apareció I, the Divine (2001) y finalmente The Hakawati (2008). Esta novela, fruto de ocho años de intenso trabajo, ha recibido el aplauso de la crítica y ha sido traducida a diez idiomas, entre ellos el español.
Colabora con diversas publicaciones, entre las cuales se puede citar la revista Zoetrope y los periódicos The Los Angeles Times, Corriere della Sera y Al-Hayat.
Aunque de padres creyentes (druzos), Alameddine es ateo. Sobre las religiones ha dicho: “Cualquier religión —ya sea el cristianismo, el judaísmo o el islamismo— es opresiva. Unas más que otras, pero todas ellas oprimen al individuo de alguna manera”.
Vive entre Oriente y Occidente, en Beirut y San Francisco.
Alameddine es gay.

## Premios y distinciones
- Beca Guggenheim (2002)

## Obras
- Koolaids: The Art of War, novela, 1988
- The Perv, cuentos, 1991
- I, the Divine, novela, 2001 - Yo, la divina, trad.: Ramón González Férriz; Seix Barral, Barcelona, 2003
- The Hakawati, novela, 2008 - El contador de historias, trad.: Tony Hill; Lumen, Barcelona, 2008
- La mujer de papel, novela, trad.: Gemma Rovira Ortega; Lumen, Barcelona, 2012